# Tanaecia arama
Tanaecia arama är en fjärilsart som beskrevs av Hans Fruhstorfer 1913. Tanaecia arama ingår i släktet Tanaecia och familjen praktfjärilar. Inga underarter finns listade i Catalogue of Life.